# Bilmetro
Bilmetro AB var ett bilföretag och hade drygt 550 anställda på 11 orter i Gävleborg, Dalarna och Uppsala län. De omsatte drygt 3 miljarder kronor om året.
Bilmetro startades 1922 i Hudiksvall under namnet Bil Lönnberg, senare Bil & Buss och slutligen Bilmetro. 
Bilmetro var auktoriserad återförsäljare och verkstadskedja för Volkswagen person- och transportbilar, Škoda, Audi, Seat, Honda, Kia och Scania lastbilar.
Vid årsskiftet 2021/2022 köptes företaget av Din Bil Sverige, som driver personbilsverksamheten vidare, och Scania som driver lastbilsverksamheten vidare.